# Павлов, Николай Валентинович
Никола́й Валенти́нович Па́влов (род. 13 марта 1951, Москва) — советский и российский историк, известный специалист по Германии. Доктор исторических наук, профессор.

## Биография
Родился 13 марта 1951 года в городе Москве.
В 1973 г. с отличием окончил факультет международной журналистики МГИМО МИД СССР по специальности «международные отношения».
1973—1976 гг. — секретарь-референт в исполнительном комитете Союза обществ Красного Креста и Красного Полумесяца СССР.
1976—1994 гг. — научный сотрудник, старший научный сотрудник, длительное время занимался научной и преподавательской деятельностью в Дипломатической академии МИД СССР (РФ).
В 1979 году защитил диссертацию на соискание учёной степени кандидата исторических наук по теме «ХДС/ХСС в парламентской оппозиции 1969—1976 гг.: (Новые моменты стратегии и тактики)» (специальность 07.00.03 — всеобщая история)
В 1990 году в Дипломатической академии МИД СССР защитил диссертацию на соискание учёной степени доктора исторических наук по теме «Внешняя политика ФРГ в 80-е годы: (Концепции и практика правящих кругов)» (специальность 07.00.05 — история международных отношений и внешней политики). Официальные оппоненты — доктор исторических наук, профессор А. А. Ахтамзян, доктор исторических наук, профессор И. С. Кремер и доктор исторических наук, доцент А. И. Степанов. Ведущая организация — Академия общественных наук при ЦК КПСС.
С 1990 года — профессор Московского государственного лингвистического университета.
С 1994 по 1997 год — консультант Отдела, советник Управления межпарламентских связей Аппарата Государственной Думы Федерального Собрания Российской Федерации.
В 1997—1999 гг. — заместитель Председателя Международного конгресса русских общин.
С 1999 года -уполномоченный ОПОО «Отечество» по связям с российскими соотечественниками за рубежом.
С 2000 по 2006 год — ведущий, главный научный сотрудник Института мировой экономики и международных отношений РАН.
В 2006—2010 гг. — советник Посольства России в Германии.
Член Центрального правления Общества «Россия-Германия».
Имеет около 100 научных публикаций по внутренней и внешней политике ФРГ, СССР, России и международным отношениям общим объёмом 327 п.л.

## Основные работы
- Павлов Н. В. Американские «евроракеты»: военная угроза и политический шантаж / Н. В. Павлов, А. Н. Сидоров. — М.: Изд-во МГУ, 1983. — 256 с.
- Павлов Н. В. Внешняя политика ГДР на современном этапе / Н. В. Павлов. — М.: Дипакадемия, 1986.
- Павлов Н. В. Политика ФРГ в области безопасности в 80-е годы / Н. В. Павлов. — М.: Дипакадемия, 1988.
- Павлов Н. В. Внешняя политика ФРГ: концепции и реалии 80-х годов / Н. В. Павлов. — М.: Международные отношения, 1989. ISBN 5-7133-0060-9
- Павлов Н. В. Объединение, или Рассказ о решении германского вопроса с комментариями и отступлениями / Н. В. Павлов. — М.: Полигран, 1992. — 232 с.
- Павлов Н. В. Германия в современном мире: от двугосударственности к единству нации / Н. В. Павлов. — М.: МГЛУ, 1993.
- Павлов Н. В. Die deutsche Vereinigung aus sowjet-russischer Perspektive : Ein Bericht zur Lösung der deutschen Frage, versehen mit Kommentaren und historischen Rückblicken / N. Pawlow. — Frankfurt/M., Berlin, Bern, New York, Paris, Wien, 1996. — 260 S. — ISBN 978-3-631-48905-5.
- Павлов Н. В. Германия на пути в третье тысячелетие. Пособие по страноведению / Н. В. Павлов. — М.: Высшая школа, 2001. — 368 с. — ISBN 5-06-003999-4.
- Павлов Н. В. Государство и диаспоры: опыт взаимодействия / Н. В. Павлов, С. В. Кулешов, Т. В. Полоскова; отв. ред. Ю. Е. Фокин. — М. : Терра, 2001.
- Павлов Н. В. Внешняя политика ФРГ в постбиполярном мире / Н. В. Павлов. — М.: Наука. — 2005. — 410 с. — ISBN 5-02-033527-4.
- Павлов Н. В. Современная Германия: Учебн. пособие по страноведению / Н. В. Павлов. — М.: Высшая школа, 2005. — 567 с.: ил. — ISBN 5-06-005508-6.
- Павлов Н. В. Внешняя политика ФРГ от Аденауэра до Шредера / Н. В. Павлов, А. А. Новиков. — М.: Московские учебники, 2005. — 606 с. — ISBN 5-8443-0024-6.
- Павлов Н. В. История современной Германии 1945—2005 — М. : АСТ, Астрель, 2006. — 512 с. — ISBN 5-17-037872-6, 5-271-14177-2.
- Павлов Н. В. ФРГ в европейском интеграционном процессе/ФРГ и «третий мир» // Германия. Вызовы XXI века / Под ред. В. Б. Белова — М.: Весь мир, 2009. ISBN 978-5-7777-0467-2